# Boffalora sopra Ticino
Pour les articles homonymes, voir Ticino.
Boffalora sopra Ticino est une commune de la ville métropolitaine de Milan, dans la région Lombardie, en Italie.

## Histoire
La bataille de Buffalora (it) est une phase de la plus célèbre bataille de Magenta qui s'est déroulée le 4 juin 1859.

## Administration
| Période                                  | Période  | Identité              | Étiquette | Qualité |
| ---------------------------------------- | -------- | --------------------- | --------- | ------- |
| 14 juin 2004                             | En cours | Anna Maria Garavaglia |           |         |
| Les données manquantes sont à compléter. |          |                       |           |         |

### Frazione
Pontenuovo di Boffalora, Località Magnana.

### Communes limitrophes
Marcallo con Casone, Bernate Ticino, Magenta, Trecate, Cerano.